# Jason Mewes

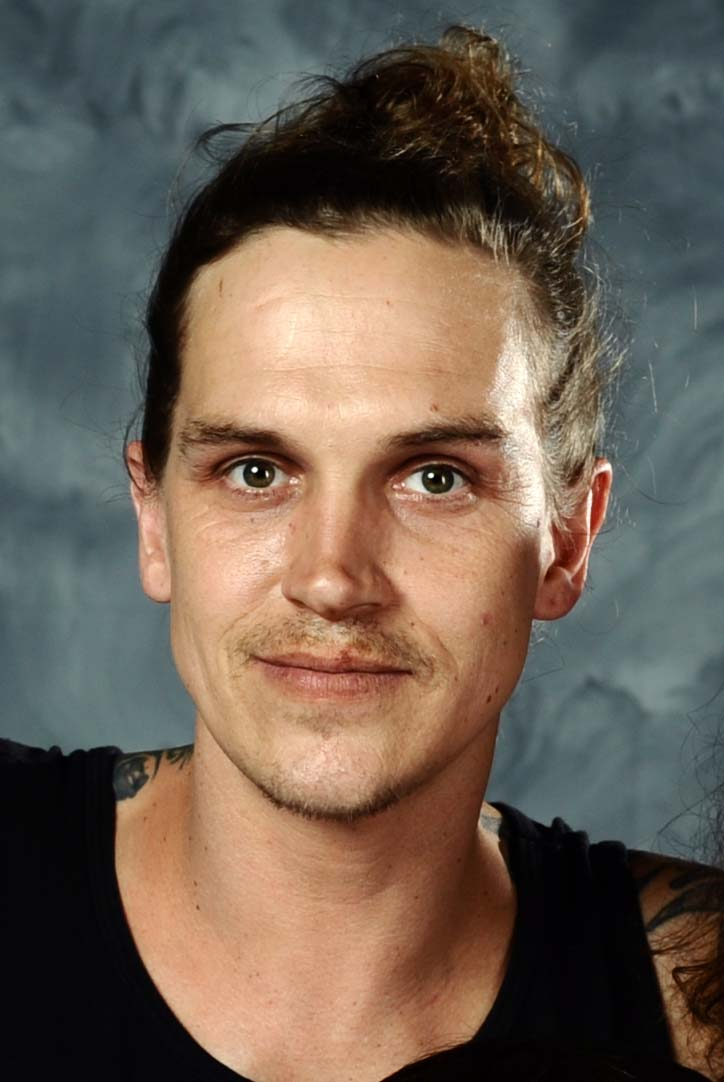
Jason Mewes (2015)

Jason Edward Mewes (* 12. Juni 1974 in Highlands, New Jersey) ist ein US-amerikanischer Schauspieler.

## Leben
Größere Bekanntheit erlangte Mewes vor allem durch die Darstellung des Jay in den Low-Budget-Filmen der sogenannten New-Jersey-Reihe seines langjährigen Freundes und Geschäftspartners Kevin Smith. In den „New-Jersey-Filmen“ mimt Jason Mewes stets einen großmäulig angeberischen, jedoch unbedeutenden Drogendealer.
Mewes hatte über einen längeren Zeitraum – genauso wie viele der von ihm dargestellten Filmcharaktere – auch im wirklichen Leben Probleme mit Drogen, angefangen bei Marihuana, über Oxycodon bis zu Heroin. Sein Drogenkonsum belastete immer wieder die Dreharbeiten diverser Filmprojekte. Kevin Smith sagte, er habe während der Dreharbeiten zu dem Film Dogma nichts von der Heroinabhängigkeit seines Freundes gewusst, ihm sei dies erst Wochen nach Drehschluss bekannt geworden.
Mewes’ Drogenabhängigkeit führte dazu, dass er die Rolle des Arthur Brickman in Smiths Film Jersey Girl nicht annehmen konnte, da er polizeilich gesucht wurde, nachdem er seine Bewährungsauflagen wegen Drogenbesitz verletzt hatte. Stattdessen musste er sich einem Drogenentzug unterziehen und in mehreren Gerichtsverfahren verantworten.

## Filmografie (Auswahl)
- 1994: Clerks – Die Ladenhüter (Clerks)
- 1995: Mallrats
- 1997: Chasing Amy
- 1999: Dogma
- 1999: Tail Lights Fade
- 1999: The Blair Clown Project
- 1999: Spilt Milk
- 2000: Scream 3
- 2000: Vulgar
- 2001: Jay und Silent Bob schlagen zurück (Jay and Silent Bob Strike Back)
- 2002: R.S.V.P.
- 2002: High Times Potluck
- 2002: Hot Rush
- 2004: Powder: Up Here
- 2005: My Big Fat Independent Movie
- 2005: Feast
- 2006: Clerks 2 (Clerks II)
- 2006: Bottom’s Up
- 2006: President Evil (The Tripper)
- 2007: Vampire Office
- 2008: Bitten in the Twilight
- 2008: Zack and Miri Make a Porno
- 2008: Fanboys
- 2010: Shoot the Hero
- 2010: Big Money Rustlas
- 2010: Ey Mann, gib uns Dein Auto (Repo)
- 2010–2012: Todd und das Buch vom Ultrabösen (Todd and the Book of Pure Evil, Fernsehserie)
- 2011: The Watermen
- 2011: Silent But Deadly
- 2012: Noobz – Game Over
- 2013–2014: Vigilante Diaries
- 2016, 2018: The Flash (Fernsehserie, 2 Folgen)
- 2018: Z Nation (Fernsehserie, eine Folge)
- 2019: Jay and Silent Bob Reboot
- 2020: Supergirl (Fernsehserie, eine Folge)
- 2022: Clerks III
- 2024: Die wilden Neunziger (Fernsehserie, 3 Folgen)
- 2024: The 4:30 Movie
- 2025: Killing Mary Sue